# Akademimerkonom
Akademimerkonomer en videregående voksenuddannelse der afløser den kendte merkonomuddannelse. Den er modul opbygget og læser man 4 moduler ved et handelsakademi og består eksamen  opnås betegnelsen  merkonom (uden speciale). Herefter er det muligt at udbygge med yderligere 2 moduler hvor der arbejdes med stoffet på et akademisk niveau. Afslutter man denne del af uddannelsen har man en akademiuddannelse inden for et speciale (Økonomi, Afsætning, Ledelse mm)og er akademimerkonom.